# Mário Ramires
Mário Joaquim Martins Vaz Ramires (Murtosa, 6 de Maio de 1967) é um jornalista português que foi fundador (em 2006), diretor, durante 9 anos (entre 2015 e 2024) e proprietário, durante 7 anos (entre 2015 e 2022) dos jornais Sol/Nascer do Sol e I.

## Biografia
Nascido na Murtosa, distrito de Aveiro, em 6 de Maio de 1967, é o quinto dos sete filhos de Rosa Isabel Pinho Vaz Ramires, médica, e de João Henrique Martins Ramires, juiz-conselheiro do Supremo Tribunal de Justiça. O seu avô materno, Raul Vaz, foi proprietário e diretor do jornal O Progresso, na Murtosa; e o seu bisavô paterno, João Martins, foi proprietário e diretor do jornal Voz do Sul, em Silves.
Foi diretor dos jornais SOL (Nascer do Sol desde Novembro de 2020) e I durante 9 anos (de Dezembro de 2015 até Setembro de 2024), e seu proprietário durante 7 anos (entre 2015 e Setembro 2022) e um dos membros do grupo fundador do SOL (juntamente com José António Saraiva, José António Lima e Vítor Rainho), primeiro jornal português a nascer multiplataforma, com edição online atualizada ao minuto e uma edição impressa semanal em Setembro 2006.
Administrador da Newshold entre 2012 e 2015, foi subdiretor do SOL até Dezembro de 2011 e desde a fundação do jornal, em Setembro de 2006.
Antes, até Novembro de 2005, foi Editor Principal do Primeiro Caderno do Expresso, funções que assumiu em 2003, depois de cinco anos como Editor de Política Nacional da mesma publicação, em que ingressou, como jornalista de Política, em Junho de 1995.
Entre 1989 e 1995, foi jornalista da Agência Lusa, tendo cumulativamente colaborado com vários outros órgãos de comunicação, com particular continuidade na Rádio Comercial. Antes de ingressar na Agência Lusa, em 1987/1988, foi jornalista no jornal O Século.
Licenciado em Direito pela Faculdade de Direito da Universidade Clássica de Lisboa (curso 1985-1990), exerceu advocacia entre 1992 e 1997.
Com o curso de Formadores do CENJOR, deu aulas de formação nesse Centro de Jornalistas e também no Instituto Politécnico de Tomar (Pólo de Abrantes), de Jornalismo e Justiça, e teve várias outras colaborações em cursos de pós-graduação da Universidade Moderna e da Universidade Católica.
1. ↑  «Sol volta a sair aos sábados. Mário Ramires assume a direcção». www.sabado.pt. Consultado em 18 de maio de 2022
2. ↑  Borges Ferreira, Carla (3 Outubro 2024). «Mário Ramires deixa direção do Nascer do Sol e do I». eco.sapo.p. Consultado em 5 Outubro 2024
3. ↑  «A novela do Oçamento de Estado». Apple Podcasts (em inglês). Consultado em 5 de outubro de 2024 zero width space character character in |titulo= at position 1 (ajuda)
4. ↑  «Saraiva quer que «Sol» se torne no semanário português mais influente». www.jornaldenegocios.pt. Consultado em 18 de maio de 2022
5. ↑  «Ramires deixa Expresso». www.cmjornal.pt. Consultado em 18 de maio de 2022